# Picrospora amalthea
Picrospora amalthea är en fjärilsart som beskrevs av Edward Meyrick 1937. Picrospora amalthea ingår i släktet Picrospora och familjen säckspinnare. Inga underarter finns listade i Catalogue of Life.